# Westpunt
Westpunt är en ort i Curaçao. Den ligger i den nordvästra delen av landet, 40 km nordväst om huvudstaden Willemstad.
Westpunt är även namnet på en udde nordväst om byn. Udden är Curaçaos västligaste punkt. 